# Schackenthal
Schackenthal is een plaats en voormalige gemeente in de Duitse deelstaat Saksen-Anhalt, en maakt deel uit van de Landkreis Salzlandkreis.
Schackenthal telt 335 inwoners.